# Kivikarinjärvi
Kivikarinjärvi är en sjö i Finland. Den ligger i kommunen Orivesi i landskapet Birkaland, i den södra delen av landet, 170 km norr om huvudstaden Helsingfors. Kivikarinjärvi ligger 101 meter över havet. I omgivningarna runt Kivikarinjärvi växer i huvudsak blandskog. Arean är 1,3 hektar och strandlinjen är 0,68 kilometer lång. Sjön  ingår i Kumo älvs huvudavrinningsområde. 